# Chionaema postdivisa
Chionaema postdivisa är en fjärilsart som beskrevs av Rothschild 1913. Chionaema postdivisa ingår i släktet Chionaema och familjen björnspinnare. Inga underarter finns listade i Catalogue of Life.